# Nikolaj Šubossinni
Nikolaj Šubossinni, in russo Николай Шубоссинни?, in lingua ciuvascia: Николай Шупуççынни, nato Nikolaj Vasil'evič Vasil'ev (in russo Николай Васильевич Васильев?; Ikkasy, 26 novembre 1889 – Čeboksary, 13 febbraio 1942), è stato un insegnante, scrittore e traduttore russo, Di lingua ciuvascia, scrisse in russo e ciuvascio. Fu traduttore della Bibbia e di opere, ed anche insegnante in villaggi e licei ciuvasci, partecipò alla Prima Guerra Mondiale. Membro degli scrittori dell'URSS. Arrestato nel 1937, riabilitato nel 1956 (tredici anni dopo la morte).